# Federação Djibutiana de Futebol
A Federação Djibutiana de Futebol (em francês: Fédération Djiboutienne de Football, ou FDF) é o orgão dirigente do futebol em Djibuti. Ela é filiada à FIFA, à CAF, à UAFA e à CECAFA. Ela é a responsável pela organização dos campeonatos disputados no país, bem como da Seleção Nacional.